# Архимандрита
Архимандрѝта (на гръцки: Αρχιμανδρίτα) е село в Кипър, окръг Пафос. Според статистическата служба на Република Кипър през 2001 г. селото има 42 жители.
Намира се на 12 км североизточно от Куклия.